# Аметов Решат Мідатович
Аме́тов Реша́т Міда́тович (крим. Reşat Medat oğlu Ametov; 24 січня 1975, Сімферополь, Українська РСР, СРСР — 15 березня 2014, Земляничне, Україна) — кримськотатарський активіст, що був закатований росіянами поблизу Білогірська під час анексії Криму Росією. Перший громадянин України, убитий внаслідок російської агресії проти України. Герой України (2017, посмертно).

## Життєпис
Мешкав із сім'єю в Сімферополі, мікрорайон Мар'їне.
Не був політично активний, проте, за словами родини, останнім часом він захоплювався ідеями Махатми Ганді про мирні протести і відмову від насилля.
28 лютого 2014 року написав на своїй сторінці Facebook: 
| «Орієнтовно в понеділок вийду до Ради міністрів. Стоячий протест. А вам слабо?»Оригінальний текст (рос.) «Ориентировочно в понедельник выйду к Совету министров. Стоячий протест. А вам слабо?» |
3 березня 2014 року о 7:30 Решат Аметов вийшов з дому. Рідні не знали його намірів, знали що він взяв з собою паспорт, картку на отримання грошей за народження дитини і припускали, серед іншого, що він міг піти у військкомат. Після того, як чоловік довго не виходив на зв'язок, дружина зателефонувала йому о 12 годині сама, однак мобільний телефон був вимкнений. Пізніше з'ясувалося, що він брав участь у мирному протесті проти окупації Криму російськими військами на Площі Леніна Сімферополя. Він півтори години стояв на одному місці навпроти будівлі Ради міністрів Криму, захопленої російськими спецпризначенцями кількома днями раніше. Відповідав на запитання журналістів, які до нього підходили, але загалом його протест був мовчазним. За повідомленням Харківської правозахисної групи, він тримав український прапор, Ескендер Барієв же повідомляв, що прапора не було видно на відео. Викрадення Решата Аметова зафіксували камери: троє людей з так званих «загонів самооборони Криму» підійшли до нього, вивели з площі, скрутили, посадили в автомобіль і повезли його у невідомому напрямку. Двоє чоловіків у військовій формі, які заштовхували Аметова в автомобіль, швидше за все належали до «Самооборони Криму», бо не мали зброї, не носили маски і їхня форма була схожа на ту, що використовувала «Самооборона Криму». На відео було видно, що викрадення Аметова відбувалося в кількох метрах від людини з червоною пов'язкою на руці — такі пов'язки носили члени «загонів самооборони», які діяли узгоджено з російськими військами вторгнення в Крим. Четвертий чоловік стояв поряд із автомобілем, потім обійшов його і сів на переднє пасажирське місце перш ніж машина рушила. Після цього на зв'язок Решат більше не виходив.
15 березня Аметова було знайдено мертвим у селищі Земляничне Білогірського району, за 60 км від Сімферополя. На тілі чоловіка були численні ознаки катування, голову було обв'язано скотчем, очі були виколоті, а поряд з ним лежали наручники. Причиною смерті було назване ножове поранення в область ока.
18 березня Решата Аметова поховали на міському кладовищі Сімферополя Абдал. Через його смерть сиротами лишилися троє дітей.

### Розслідування

#### Українське
У вересні 2019 року Національна поліція України та прокуратура АРК оголосили про підозру у викраденні Аметова Євгену Скрипніку (керівнику групи «кримської самооборони», відставнику Збройних сил Росії) та двом його підлеглим: Олександру Руденку та Олександру Баглюку. Усіх трьох підозрюваних оголошено в міжнародний розшук.

#### Російське
18 квітня 2014 року Сергій Аксьонов на прес-конференції заявив, що представники «кримської самооборони» непричетні до вбивства Решата Аметова.
1 грудня 2014 року Рефат Аметов, брат Решата Аметова, повідомив, що розслідування призупинене, оскільки не можуть знайти вбивць. При цьому, особи, які брали участь у викраденні, були встановлені, але вже відпущені. Приблизно у 2015 році Рефат розповідав, що слідчі допитували людей, які викрали Решата й відпустили їх: «Там все так влаштоване, що в них є алібі, що вони цього не робили. Ці люди обзавелися адвокатами. Все красиво зроблено».

#### Незалежне
16 липня 2014 року Слідство.інфо оприлюднило матеріал «Кримські кати і катівні» Центру журналістських розслідувань. В ньому було показано фото і відео, зняте після обряду омивання тіла Решата Аметова. Сліди катувань на тілі підтверджують тяжкість злочину: ребра зламані, у кількох місцях — глибокі рани та опіки. За попереднім висновком судмедекспертів, смерть настала внаслідок удару в око гострим предметом.
У травні 2015 року Channel 4 оприлюднив короткометражний ролик Who killed Rishat Ametov?, в якому серед іншого вказував на те, що відеозапис викрадачів великим планом може бути знайдений у оператора, який з кількох метрів знімав викрадення.
Управління Верховного комісара ООН з прав людини в своїй доповіді 2016 року класифікувало факт убивства Решата Аметова як страту без належного судового розгляду.

### Опис від громадських діячів
У 2017 році журналіст Айдер Муждабаєв повідомив, що убитому відрізали геніталії, викололи очі. Він також сказав, що убивці закопали Решата біля кримськотатарського селища так, щоб було видно частину тіла й голову. Зробили це для залякування. В 2019 році Муджабаєв повідомив, що Решату ще живому виколупували хребет.
У 2019 році віце-президент Всесвітнього Конгресу кримських татар Ленур Іслямов також повідомив, що Решату вийняли хребет, відрізали статеві органи і викололи очі.

## Нагороди

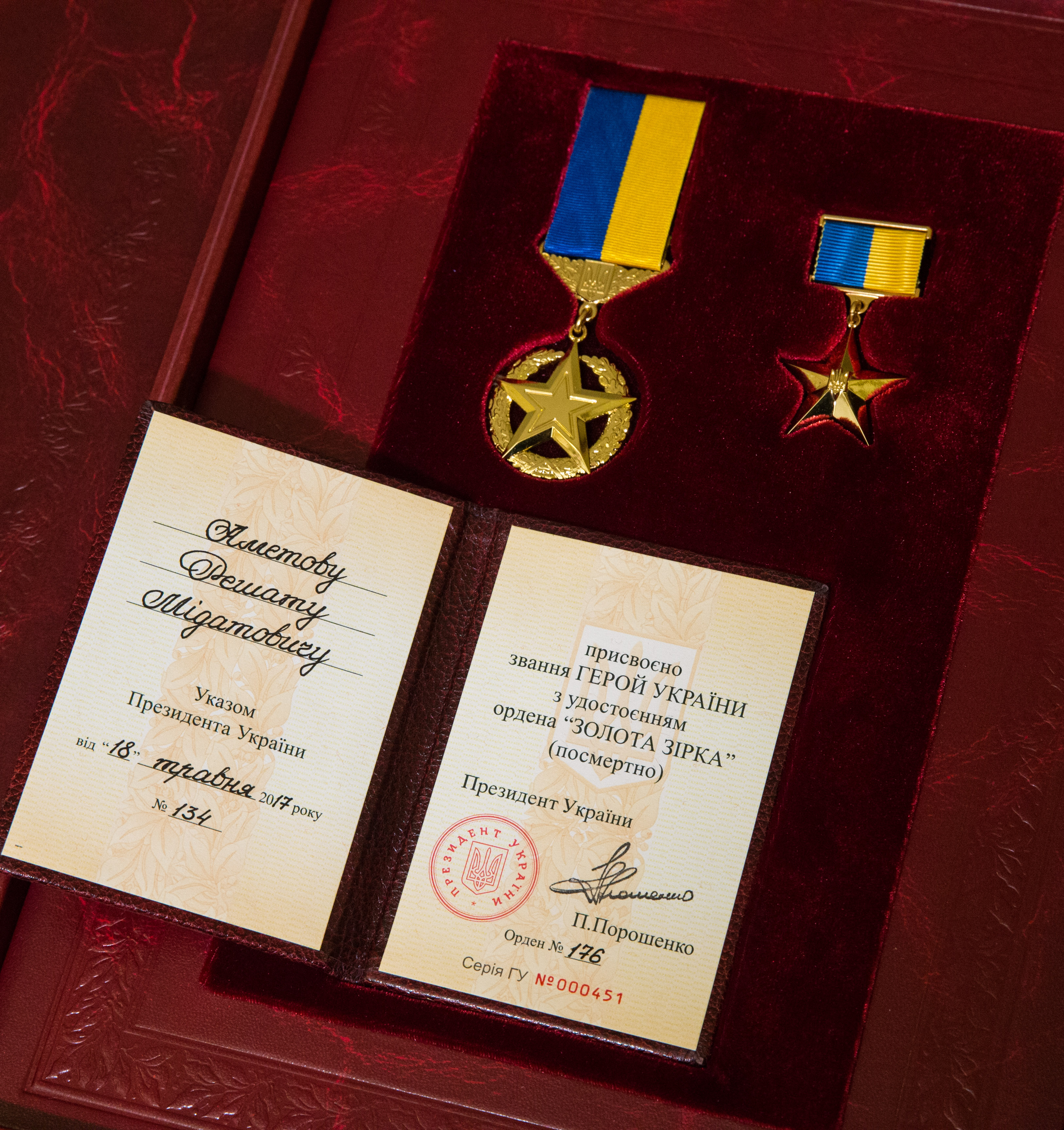
Нагородні атрибути звання Герой України

- Звання Герой України з удостоєнням ордена «Золота Зірка» (18 травня 2017, посмертно) — за громадянську мужність, героїзм і самопожертву, виявлені у захисті державного суверенітету та територіальної цілісності України під час акцій протесту проти окупації Російською Федерацією Кримського півострова[5]. Президент України повідомив про присвоєння цього звання 18 травня 2017 року, під час реквієму на вшанування пам'яті жертв депортації кримськотатарського народу[24]. 2 березня 2018 року Президент України вручив нагородні атрибути звання Герой України брату загиблого Рефату Аметову.[25]

- Недержавна нагорода Орден «Народний Герой України» (18 листопада 2015, посмертно)[26][27][28][29]

## Вшанування пам'яті
Вчинок Решата Аметова згадував Президент України у виступі 18 вересня 2014 року на засіданні Конгресу США.
У місті Одеса є вулиця Решата Аметова.

### Відео
- Пропал Аметов Решат Медатович 1975 года рождения (рос.) . «YouTube». Архів оригіналу за 31 травня 2014. Процитовано 18 березня 2014.
- «Кримські кати і катівні» || Матеріал Центру журналістських розслідувань для «Слідство. Інфо» [Архівовано 27 серпня 2019 у Wayback Machine.] // Громадське Телебачення, 16 липня 2014